# Ковил (село в Болгарии)
Ковил (болг. Ковил) — село в Болгарии. Находится в Кырджалийской области, входит в общину Крумовград. Население составляет 46 человек.

## Политическая ситуация
В местном кметстве Ковил, в состав которого входит Ковил, должность кмета (старосты) исполняет Басри Ибрям Омар (Движение за права и свободы (ДПС)) по результатам выборов правления кметства.
Кмет (мэр) общины Крумовград — Себихан Керим Мехмед (Движение за права и свободы (ДПС)) по результатам выборов в правление общины.